# Hataia
Hataia is een geslacht van neteldieren uit de  familie van de Corymorphidae.

## Soort
- Hataia parva Hirai & Yamada, 1965